# Streblus pendulinus
Streblus pendulinus är en mullbärsväxtart som först beskrevs av Stephan Ladislaus Endlicher, och fick sitt nu gällande namn av F. Müll.. Streblus pendulinus ingår i släktet Streblus och familjen mullbärsväxter. Inga underarter finns listade i Catalogue of Life.

## Bildgalleri

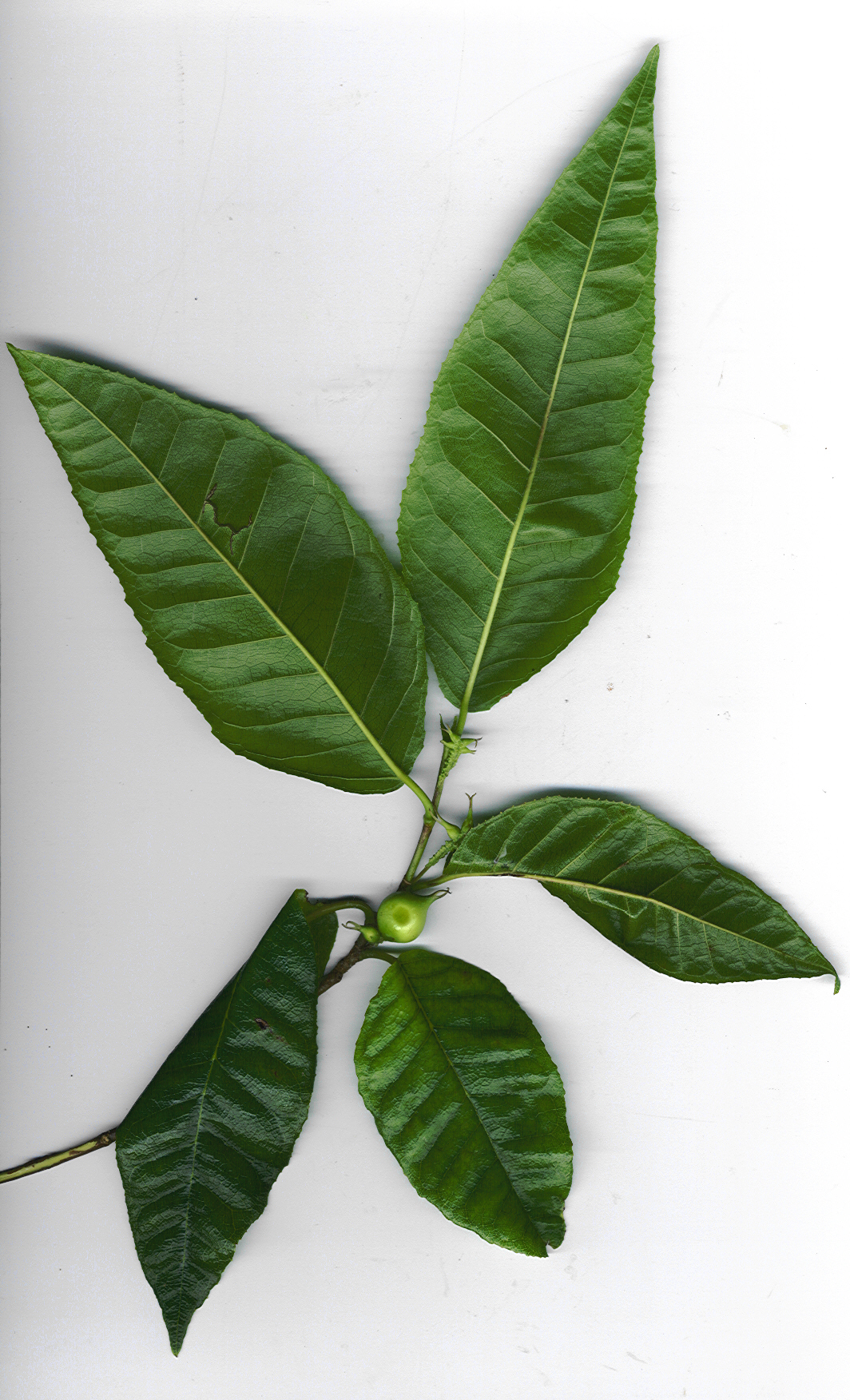
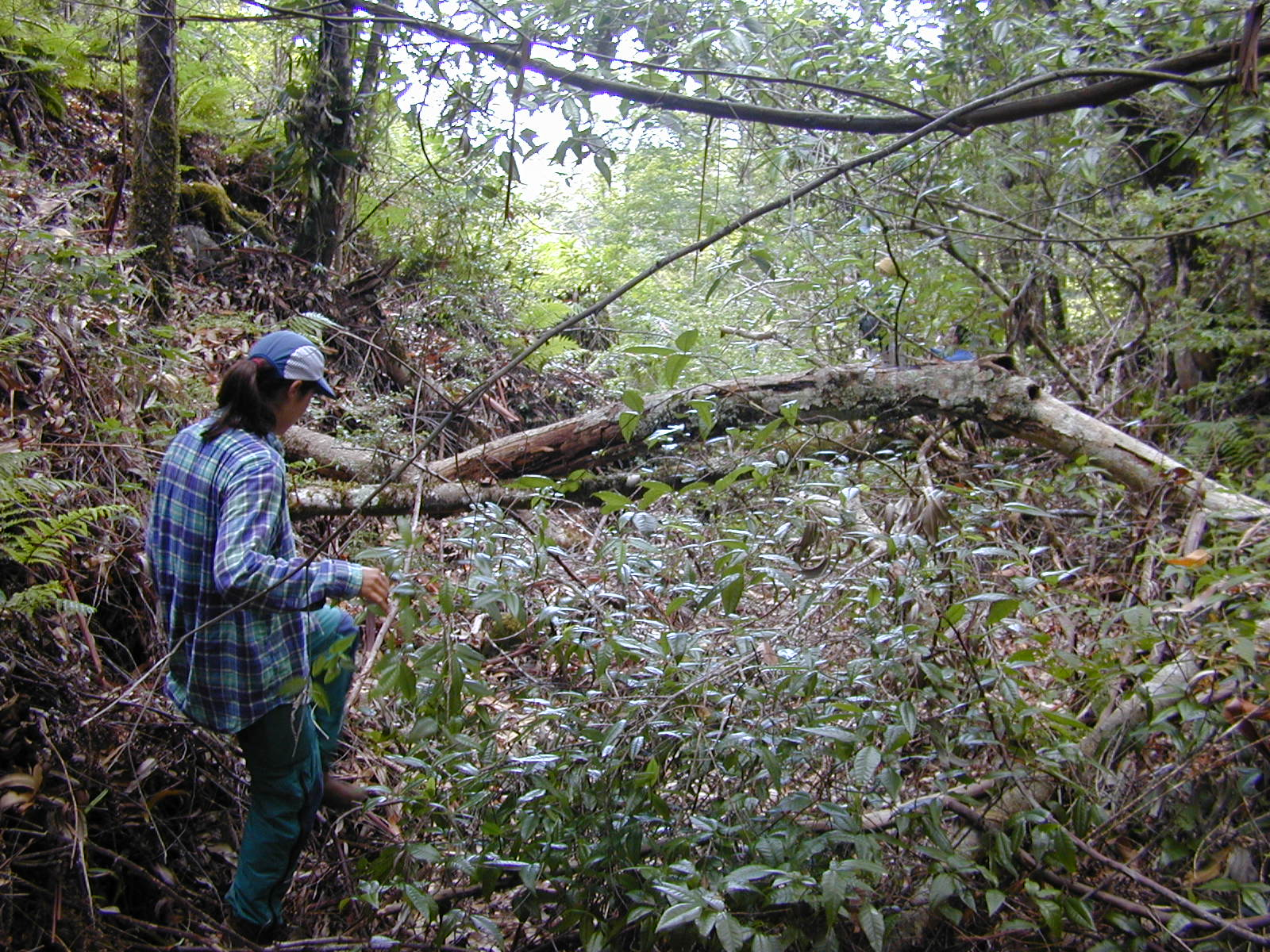
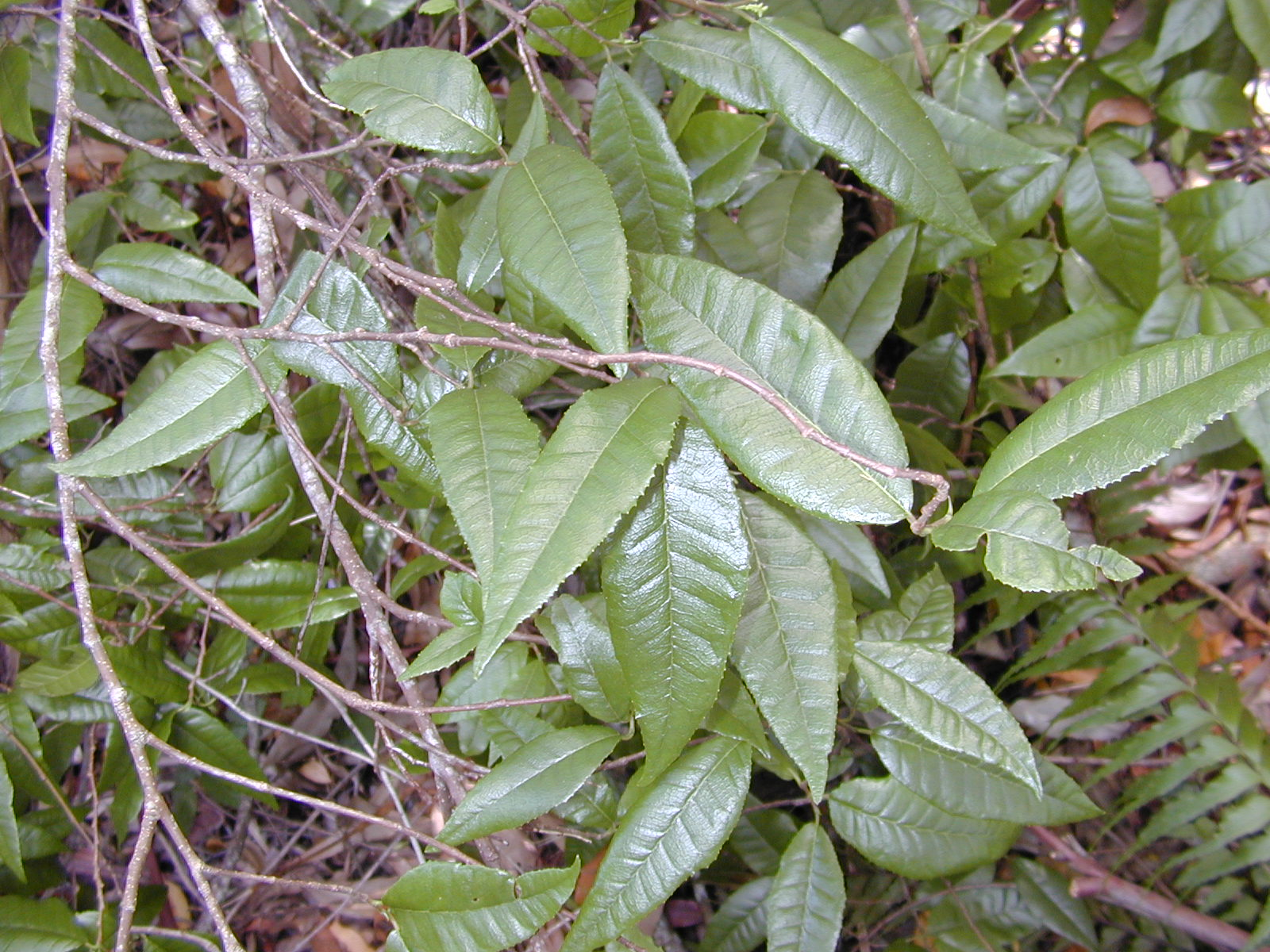
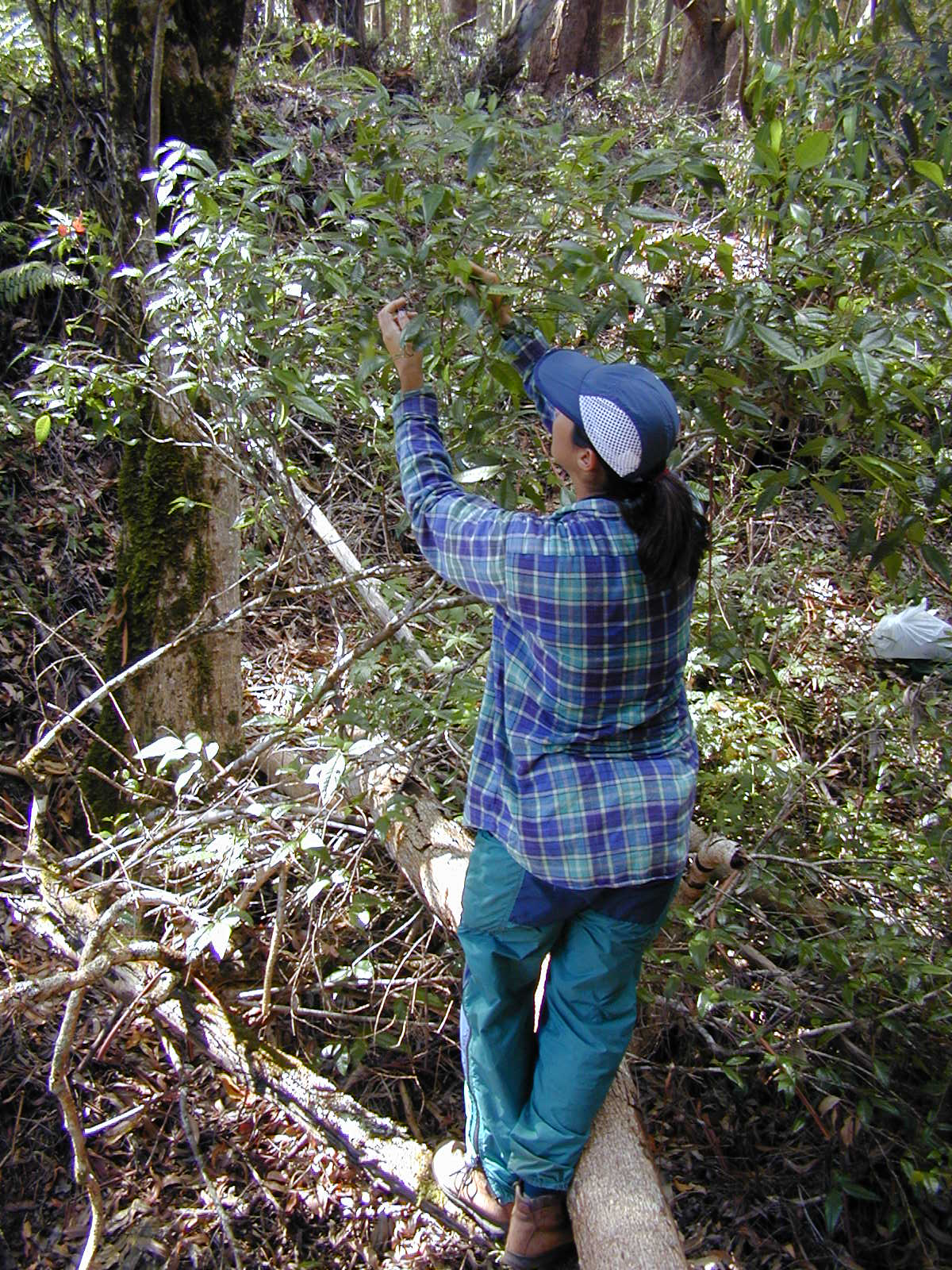
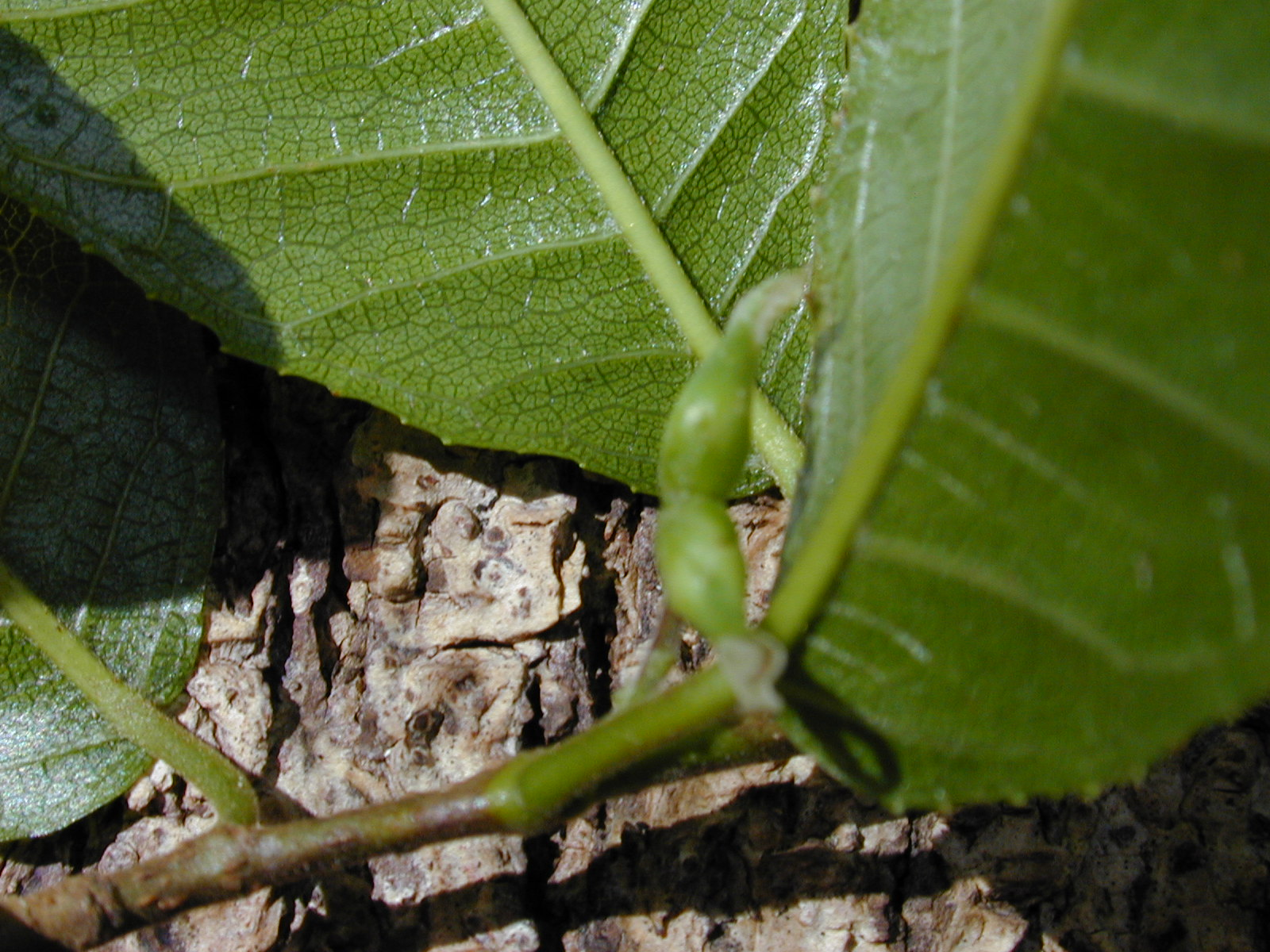
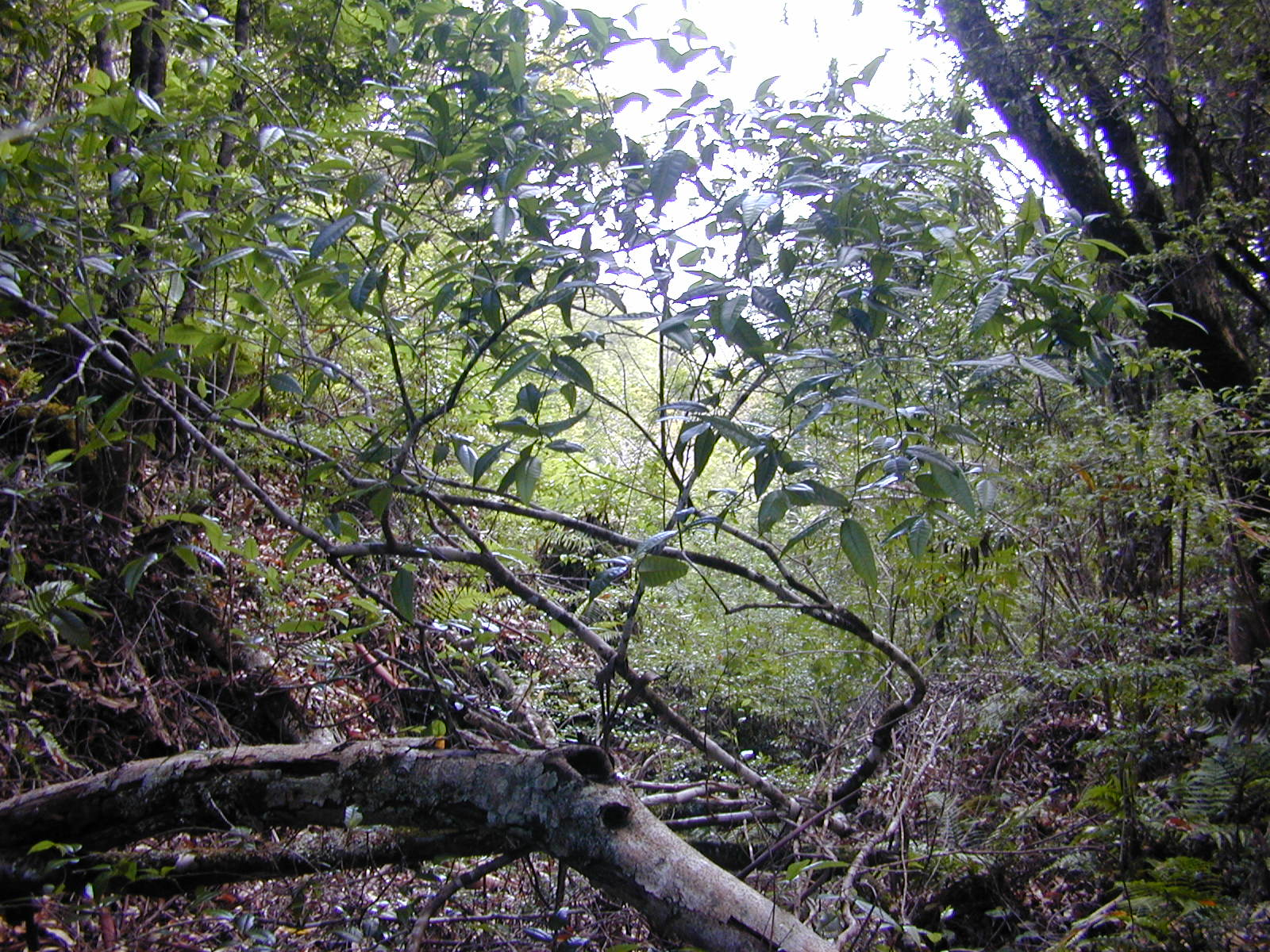